# The Anniversary Party
The Anniversary Party (bra: Aniversário de Casamento; prt: Um Casamento Atribulado) é um filme estadunidense de comédia dramática de 2001, co-escrito, co-dirigido, co-produzido e co-estrelado por Jennifer Jason Leigh e Alan Cumming, ambos fazendo suas respectivas estreias na direção de filmes.

## Sinopse
Sally Nash e Joe Therrian são um casal de Hollywood comemorando seu sexto aniversário de casamento logo após a reconciliação após um período de separação. Ele é um romancista que está prestes a dirigir a adaptação cinematográfica de seu mais recente best-seller; ela é uma atriz que ele optou por não colocar no papel principal, apesar de ser parcialmente baseada nela, porque ele sente que ela é velha demais para o papel. Esta decisão, juntamente com uma disputa em andamento sobre o latido de seu cachorro Otis, com seus vizinhos que não são da indústria cinematográfica, o escritor limpo e sóbrio Ryan e a decoradora de interiores Monica Rose, resultou em uma corrente de tensão entre os dois enquanto se preparavam para a chegada de seus convidados.
Entre eles estão o ator envelhecido Cal Gold, co-estrela de Sally no filme de comédia romântica que atualmente está gravando, sua esposa Sophia e seus dois filhos pequenos; o diretor de cinema Mac Forsyth, que dirige o filme de Sally e Cal, e sua esposa anoréxica e neurótica Clair; a fotógrafa Gina Taylor, cujo relacionamento com Joe antes de seu casamento e amizade íntima em andamento desde os problemas de Sally; gerente de negócios Jerry Adams e sua esposa Judy; violinista excêntrico Levi Panes; Jeffrey, companheiro de quarto de Joe - e amante - em Oxford; e a futura atriz Skye Davidson, a quem Joe colocou no papel que Sally acredita merecidamente ser dela. Em um esforço para dissipar a animosidade fervilhante entre eles e seus vizinhos, Sally e Joe também convidaram os Roses.
O início da noite é dedicado a charadas e entretenimento alegre. Após uma série de brindes oferecidos pelos convidados, Joe distribui o ecstasy que Skye os trouxe de presente. Quando começa a surtir efeito, a noite se deteriora, acusações são feitas, segredos são revelados e relacionamentos se desviam lentamente. Emoções complicadas desencadeadas pela droga são o desaparecimento de Otis e um telefonema do pai de Joe trazendo notícias trágicas sobre sua amada irmã Lucy.

## Elenco
- Jennifer Jason Leigh como Sally Nash
- Alan Cumming como Joe Therrian
- Kevin Kline como Cal Gold
- John C. Reilly como Mac Forsyth
- Jane Adams como Clair Forsyth
- Parker Posey como Judy Adams
- Phoebe Cates como Sophia Gold
- Gwyneth Paltrow como Skye Davidson
- Denis O'Hare como Ryan Rose
- Mina Badie como Monica Rose
- John Benjamin Hickey como Jerry Adams
- Michael Panes como Levi Panes
- Jennifer Beals como Gina Taylor

## Produção
Em um episódio da série Anatomy of a Scene, do Sundance Channel, os cineastas discutiram longamente o projeto. Por causa de horários conflitantes, houve um período de apenas 19 dias em que todo o elenco—composto por amigos e atores com quem Leigh e Cumming já haviam trabalhado—estariam disponíveis para filmagens. Isso levou à decisão de filmar usando vídeo digital, que Leigh também acrescentou uma sensação de imediatismo e intimidade que atrairia o público para a ação como convidados da festa, observando tudo do lado de fora.
A ordem em que os brindes foram feitos foi determinada antes da cena ser filmada, embora, com exceção da proposta por Skye, eles tenham sido improvisados em vez de roteirizados.
A atriz aposentada Phoebe Cates voltou a atuar neste filme, como um favor a diretora Leigh, sua melhor amiga.

## Trilha sonora
A trilha sonora do filme inclui "I Know a Place", de Petula Clark, "I May Never Go Home Anymore", de Marlene Dietrich, "Comin' Home Baby", de Mel Tormé, "There Is No Greater Love" e "A Lot of Livin' to Do", de Sammy Davis Jr., "Stealing My Love from Me ", de Lulu, "Troubles", de Blair Tefkin e Adagio, da Sonata No. 1 em Sol Menor, de Johann Sebastian Bach.

## Lançamento
O filme estreou no Festival de Cannes de 2001 em maio antes de seu lançamento limitado nos EUA no mês seguinte. O filme arrecadou US$4,047,329 nos EUA e US$884,559 em mercados estrangeiros, totalizando uma bilheteria mundial de US$4,931,888.

## Recepção crítica
Em sua resenha no The New York Times, Stephen Holden chamou de "um filme articulado e muito observador [que] faz você perceber como os filmes de Hollywood estão famintos por uma ótima atuação de grupo. . .o filme tem performances tão finas que as melhores cenas projetam uma ilusão convincente de espontaneidade. . .O roteiro de Leigh e Cumming faz um trabalho incrível ao criar cerca de uma dúzia de personagens totalmente arredondados e com nuances, com um mínimo de palavras. O diálogo, embora seja rápido e em pedaços, é tão suculento que o entusiasmo com que os atores se envolvem sugere que eles mesmos o inventaram. . . Este não é Chekhov, por qualquer extensão da imaginação. A empatia que o filme estende a seus personagens pode ser distribuída uniformemente, mas não é abrangente. Apesar de suas falhas, este filme inteligente e cáustico é facilmente a comédia de maneiras mais incisiva e realista a surgir em Hollywood há um bom tempo, e isso é dizer muito".
Roger Ebert, do Chicago Sun-Times, observou: "O apelo do filme é amplamente voyeurista. Não aprendemos nada que já não sabemos mais ou menos, mas o material é coberto com tanta autenticidade e convicção natural não forçada que brinca como um vislumbre privilegiado da triste vida dos ricos e famosos. Somos como os vizinhos que são convidados. Leigh e Cumming...são profissionais confiantes que não entregam seu material ou a si mesmos. Este não é um filme caseiro confessional, mas uma visão fria e inteligente de um estilo de vida em que pessoas inteligentes são obrigadas a levar suas vidas de acordo com regras idiotas".
No San Francisco Chronicle, Mick LaSalle disse: "Leigh e Cumming salvam os melhores papéis para si mesmos, e ambos alcançam grandes crescimento emocionais. No entanto, para seu crédito, com todo o vídeo do mundo à sua disposição e ninguém para controlá-los, eles não se entregam. Eles são brilhantes, impecáveis e maravilhosamente verdadeiros. The Anniversary Party é provavelmente um daqueles milagres que podem acontecer apenas uma vez. Ainda não se pode deixar de esperar que Leigh e Cumming colaborem em outro filme".
Atualmente, The Anniversary Party detém uma classificação de 61% no agregador de críticas Rotten Tomatoes baseado em 112 resenhas coletadas.

### Prêmios e indicações
- Independent Spirit Award de melhor primeiro filme (nomeado - perdeu para In the Bedroom)
- Independent Spirit Award de melhor primeiro roteiro - Jennifer Jason Leigh and Alan Cumming (indicados - perderam para Daniel Clowes e Terry Zwigoff para Ghost World)
- Independent Spirit de melhor ator coadjuvante - John C. Reilly (indicado - perdeu para Steve Buscemi por Ghost World)
- National Board of Review Award por Excelência em Cinema (venceu)